# كلية (عمارة)

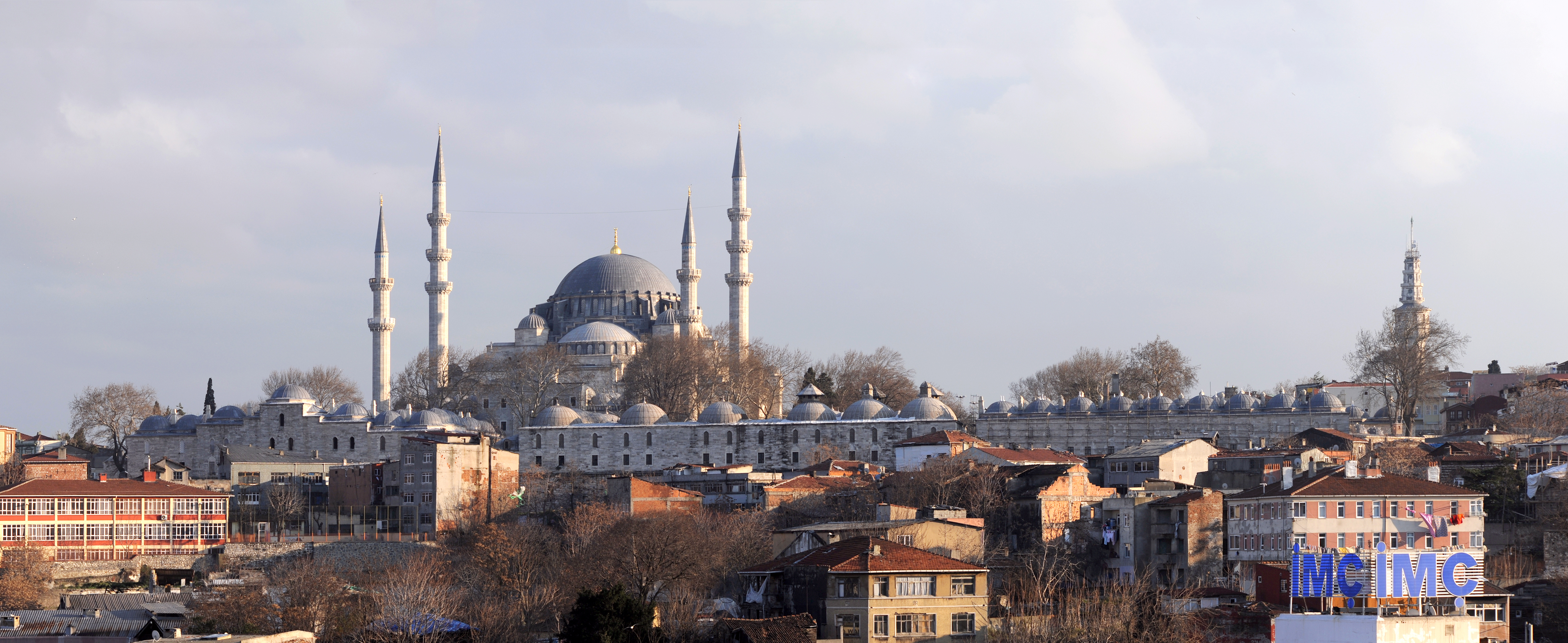
مسجد وكلية السليمانية في اسطنبول

الكُلِّيَّة (بالتركية العثمانية: كلية)‏ عبارة عن مجمع من المباني المرتبطة بالهندسة المعمارية التركية تتمحور حول مسجد ويتم إدارتها داخل مؤسسة واحدة، وغالبًا ما تستند إلى وقف (مؤسسة خيرية) وتتكون من مدرسة ودار الشفاء (عيادة) ومطابخ ومخابز وحمام تركي ومباني أخرى للخدمات الخيرية المتنوعة للمجتمع ومرفقات أخرى. المصطلح مشتق من الكلمة العربية كُلّ.
يتميز تقليد الكليات بشكل خاص في العمارة التركية، المتداخلة بالعمارة السلجوقية، وكذلك الموروثات المعمارية التيمورية.

## التاريخ
يعتمد مفهوم الكلية على الشكل الأول للمسجد. لم يكن المسجد يستخدم فقط كبيت للصلاة ولكن أيضًا كمكان للأكل والتعليم ونزل للفقراء. هيكل الكلية مشتق من هذا المفهوم. بدلاً من استخدام مسجد واحد للخدمات المختلفة، تم بناء مبانٍ أخرى لتركز على المسجد الذي يقدم الخدمات المحددة. توسعت الخدمات و«تم دمجها في وثيقة تأسيسية واحدة، وكان لكل منها مبنى خاص بها داخل مجمع». وشمل ذلك تأسيس المستشفيات وكليات الحقوق والكلية الإعدادية وكلية الطب من بين خدمات أخرى.
تم بناء وتصميم غالبية الكليات من قبل المهندس المعماري سنان. حيث كان المهندس المعماري الرئيسي للإمبراطورية العثمانية لمدة خمسين عامًا في القرن السادس عشر. بصفته مهندسًا معماريًا رئيسيًا، كان مسؤولاً عن جميع الأعمال التخطيطية والإنشائية في الإمبراطورية. بنى سنان معظم الكليات في إسطنبول. حددت الكلية التي بناها سنان النمط لمهندسي الكليات الآخرين. اتبعت معظم الكليات هذه الأنماط: كانوا «يقعون في النقاط المهمة في المدينة» ويؤكد الهيكل المركز الديني للمسجد. بالإضافة إلى ذلك، فهي إما «بنيت على التلال والأراضي المنحدرة أو السواحل أو أطراف المدينة». والسبب في ذلك هو أن الكلية ساعدت في إنشاء الصورة الظلية والمناظر الطبيعية للمدينة. كان من السهل التعرف على الكلية في هذا الشكل ويمكن للمرء أن يتفاجأ بها من بعيد.
وفقًا لقانون الإمبراطورية العثمانية، كانت الأراضي والدولة ملكًا للسلاطين. نتيجة لذلك، تُبنى الكلية عادة إما للسلطان، أحد أفراد عائلة السلاطين العثمانيين أو لكبار المسؤولين الإداريين في الدولة مثل الوزير أو الوزير الأعظم. أصبح هؤلاء الأرستقراطيون أرباب عمل المهندس المعماري سنان والعديد من المهندسين المعماريين الآخرين. كأرباب عمل، كان لديهم خيار في اختيار موقع الكلية وكان لهم مدخلات في تصميمها؛ وبالتالي، كان لهم تأثير على بناء الكلية.

### الأهمية في التاريخ العثماني
كان للكلية تأثير مهم على المجتمع العثماني. الكليات الواقعة في المناطق السكنية وحدت المنطقة المجاورة والمقيمين وخدمتهم بمبانيها الوظيفية المختلفة. كان هناك عدد كبير جدًا من الكليات في العاصمة العثمانية (إسطنبول) لدرجة أنها تعمل كمراكز تقدم الهوية الفعلية للمدينة. أصبحت الكلية نواة العديد من المدن في الإمبراطورية العثمانية (خاصة إسطنبول) وعملت كمراكز مهمة للأنشطة الثقافية والدينية والتجارية والتعليمية. إنها بمثابة رمز للسلطة وإنجاز الإمبراطورية العثمانية.

## الإدارة
استندت إدارة الكلية إلى الضباط الإداريين أيضًا تحت إشراف كبير الخصيان في قسم الحريم في قصر توبكابي (قصر الإقامة الرئيسي والرسمي للسلاطين العثمانيين). من بين الضباط الإداريين، كان لدى الكلية أيضًا «ضباط ومعلمون دينيون، وحمالون، وحفارو قبور، وخدم مسئولون عن الصيانة، بما في ذلك تلميع الأفنية وشبكات النوافذ، وطهاة، ومسؤولو المراكب، والسباكون، وموقدو المصابيح، وحرس ضد سرقة مصابيح الزيت ونجارون وبناؤون وحرث مسؤولون عن صفائح الرصاص التي تغطي أكثر من 500 قبة». يوضح حجم الموظفين مدى تطور الكليات؛ على الرغم من أنها بدأت بمفهوم بسيط، فقد تطورت وأصبحت معقدة لدرجة أن هناك حاجة إلى عدد كبير من الموظفين والضباط لإدارتها. كان المطبخ مسؤولاً عن إطعام الموظفين والضباط وكذلك الطلاب والمسافرين والفقراء. تطلب هذا إمدادًا هائلاً من المياه، والذي كان بمثابة سبب آخر لسبب بناء الكلية بالقرب من السواحل والأجزاء المحيطة بالمدينة.
ارتفع التمويل لتكلفة المبنى وصيانة مثل هذا الأساس الضخم. وقد تم جمع هذا التمويل أو الهبات عن طريق الاكتتاب العام، بما في ذلك هبة ممتلكات مختلفة، تتراوح من عقارات كاملة إلى مصنع أو كوخ. وتراوح المتبرعون من الحاكم (السلطان) إلى أصحاب المناصب من الرتب الأكبر والأدنى ثم إلى عامة الناس. كان الحاكم يميل إلى أن يكون أهم مانح لأنه كان قادرًا على تخصيص عائدات جزء من المملكة.

## أمثلة على الكلية

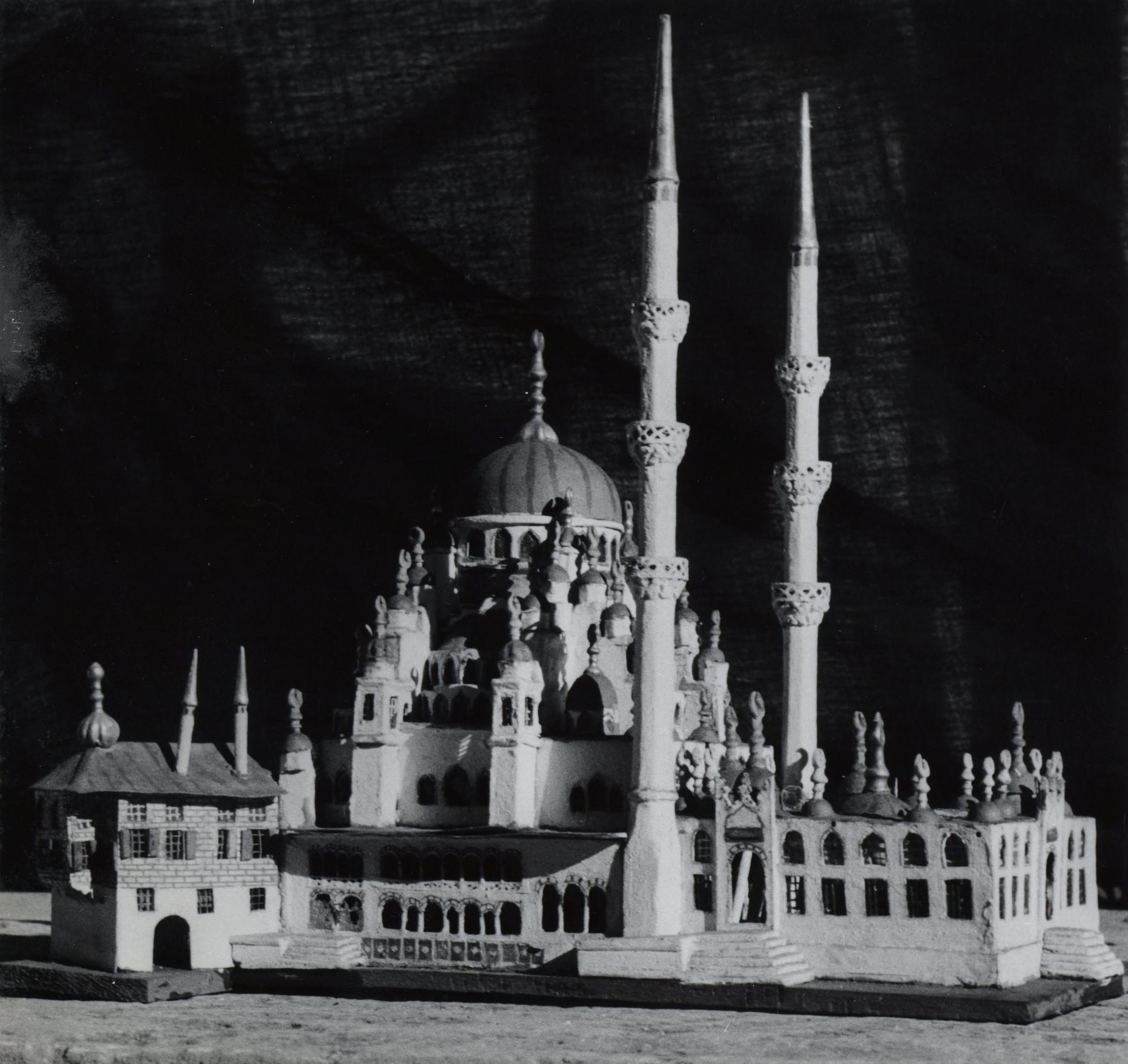
نموذج لمجمع مسجد وكلية.

أعظم كلية كانت الكلية السليمانية في إسطنبول. تم بناؤها من قبل محمد الفاتح وسليمان القانوني. الكلية بها «سبع مدارس (مدارس)، وأربع من كليات الحقوق السنية، وكلية تحضيرية وواحدة لدراسة الحديث ومدرسة طبية». ضمت هذه المدارس محاكمها ومراحيضها ومنزلين للمعلمين. إضافة إلى ذلك، «كانت هناك مدرسة للبنين، وترانيم، ونزل به إسطبلات، وحمام، ومستشفيات، ومطبخ عام، ومحلات تجارية، ونوافير». تميزت الكلية السليمانية بخدماتها التعليمية إلى جانب خدماتها الدينية. كانت بيئة الكلية تشبه حرمًا جامعيًا وكانت المركز الثقافي والعلمي لإسطنبول.
كان هناك العديد من الكليات الأخرى، لكن لم يصل أي منها إلى حجم الكلية السليمانية. من أمثلة الكليات الأخرى: كلية سوكولو محمد باشا، كلية زال محمود باشا، وكلية مهرمة سلطان، وغيرها. تتكون كلية سوكولو محمد باشا من مسجد ومدرسة ونزل للدراويش. وتتكون كلية زال محمود باشا من مسجد ومدرسة وضريح ونافورة. تتكون كلية مهرمة سلطان من مسجد ومدرسة وضريح ومدرسة قرآنية للأطفال (خان، مطبخ عام، ونزل).

### كليات ملحوظة
- كان مجمع جامع يني والدة من بين أكبر الكليات المبنية في إسطنبول. تم بناؤه من قبل امرأتين من الأسرة الحاكمة، السلطانة صفية وترخان خديجة سلطان، أمهات محمد الثالث ومحمد الرابع على التوالي. يتبع نمط الكلية أعلاه، حيث تم بناؤه على منحدر ويقع في النقاط الهامة في أمين أونو في إسطنبول.
- كلية بتال غازي، في سيتجازي، إسكي شهر، بتكليف من أوموهان خاتون، زوجة كيخسرو الأول، سلطان سلاجقة الروم في عام 1208، وامتد في عام 1511 من قبل السلطان العثماني بايزيد الثاني.
- كلية أورخان غازي في بورصة، بتكليف من السلطان العثماني أورهان غازي عام 1339.
- مسجد وكلية بايزيد الأول في بورصة، بتكليف بين 1390-1395 من قبل السلطان العثماني بايزيد الأول.
- مسجد وكلية الأمير سلطان في بورصة، مكرسة لدرويش وباحث أمير سلطان، بنيت لأول مرة في القرن 14، وأعيد بناؤها في عام 1804 في أعقاب الدمار الذي سببه زلزال بورصة 1766، وأعيد بنائها مرة أخرى في عام 1868 في أعقاب الدمار الذي لحقها بسبب زلزال بورصة 1855.
- مسجد وكلية تيمورطاش باشا في بورصة، بتكليف من القائد العثماني كارا تيمورطاش باشا بين 1404-1420.
- مسجد محمد الأول في بورصة، بتكليف من السلطان العثماني محمد الأول بين 1419-1421.
- كلية المرادية في بورصة، بتكليف من السلطان العثماني مراد الثاني في 1426-1428.
- مسجد وكلية الفاتح في إسطنبول، بتكليف بين 1463-1470 من قبل السلطان العثماني محمد الفاتح.
- مسجد وكلية بايزيد الثاني في أماسية، بتكليف من السلطان العثماني بايزيد الثاني في 1485-1486.
- مجمع السلطان بايزيد الثاني في أدرنة، بتكليف من السلطان العثماني بايزيد الثاني عام 1488.
- مسجد وكلية السليمية في أدرنة، بتكليف من السلطان العثماني سليم الأول عام 1522.
- كلية عبد القادر جيلاني في بغداد بتكليف من السلطان العثماني سليمان القانوني عام 1534.
- مسجد وكلية شاه زاده في إسطنبول، بتكليف من سليمان القانوني عام 1548.
- مسجد وكلية السليمانية في إسطنبول بتكليف من سليمان القانوني في خمسينات القرن الخامس عشر.
- مسجد وكلية المرادية في مانيسا، بتكليف من السلطان العثماني مراد الثالث بين 1583-1592.